# Chavroches
Chavroches település Franciaországban, Allier megyében. Lakosainak száma 262 fő (2022. január 1.). Chavroches Châtelperron, Cindré, Jaligny-sur-Besbre, Sorbier, Treteau és Trézelles községekkel határos.

## Népesség
A település népességének változása:
| Lakosok száma | 451  | 330  | 270  | 275  | 262  | 259  | 247  | 248  | 250  | 262  |
|               | 1968 | 1982 | 1990 | 2006 | 2013 | 2015 | 2017 | 2019 | 2020 | 2022 |